# Kepler-90 h
Kepler-90 h è un pianeta extrasolare che orbita attorno alla stella Kepler-90, una nana gialla lievemente più massiccia del Sole distante circa 2544 anni luce dal sistema solare. Il pianeta è il più esterno e massiccio dei sette pianeti scoperti attorno alla stella con il metodo del transito dal telescopio spaziale Kepler.

## Caratteristiche
Con un raggio appena superiore a quello di Giove, si tratta di un gigante gassoso senza superficie solida. La distanza dalla propria stella è paragonabile a quella della Terra dal Sole; essendo Kepler-90 leggermente più luminosa della nostra stella il pianeta si trova nei pressi del limite interno della zona abitabile, dove un'eventuale esoluna di tipo roccioso in orbita attorno al pianeta potrebbe avere acqua liquida sulla sua superficie. L'Enciclopedia dei pianeti extrasolari stima una temperatura d'equilibrio di 292 K (19 °C).